# Isla Las Ánimas, Baja California Sur
Isla Las Ánimas är en ö i Mexiko. Den ligger på östkusten i delstaten Baja California Sur, i den västra delen av landet.  Den tillhör kommunen La Paz och arean är 0,10 kvadratkilometer. Isla Las Ánimas ligger 12 kilometer nordöst om Isla San José och 80 kilometer norr om La Paz, Baja California Sur. Öns högsta punkt är cirka 27 meter över havet.
Isla Las Ánimas har en 9 meter hög fyr, och området är populär för dykning. Bland annat finns det mycket hammarhajar omkring ön.